# 진천상업고등학교
진천상업고등학교(鎭川商業高等學校)는 대한민국 충청북도 진천군 진천읍 신정리에 있는 공립 고등학교이다.

## 학교 연혁
- 1965년 3월 9일 : 진천여자고등학교 개교(3학급)
- 1983년 9월 1일 : 진천읍 신정리 662-1번지 현교사로 이전
- 1991년 3월 1일 : 진천상업고등학교로 교명 변경(12학급) 상업과, 정보처리과
- 2011년 9월 1일 : 학과변경 인터넷비지니스→e-비즈니스과, 영상미디어과 → 금융마케팅과
- 2018년 3월 1일 : 학과변경 e-비지니스과->창업경영과, 금융마케팅과 ->사무행정과
- 2018년 9월 10일 : 후관 NCS실무교과 실습실 리모델링(6개 실습실)
- 2020년 1월 30일 : 특성화고 혁신지원사업 선정 및 운영(2020~2022)
- 2023년 1월 18일 : 제57회 94명 졸업(졸업생 누계 9,413명)
- 2023년 9월 1일 : 반채익 교장 부임
- 2024년 3월 4일 : 제61회 85명 입학

## 설치 학과
- 사무행정과
- 창업경영과

## 참고 자료
- 진천상업고등학교 - 한국교육학술정보원 학교알리미